# I Am Setsuna
I Am Setsuna är ett rollspel utvecklad av Tokyo RPG Factory och publicerad av Square Enix. Den släpptes till Playstation 4 och Playstation Vita i Japan februari 2016 och internationellt till PlayStation 4 och Microsoft Windows juli 2016. Spelet släpptes till Nintendo Switch som en lanseringstitel internationellt 3 mars 2017.